# Michael Wynne
Michael Walter Wynne (Clearwater, 4 settembre 1944) è un manager statunitense.
È stato il ventunesimo Segretario all'aeronautica degli Stati Uniti d'America. Il Segretario alla Difesa Robert Gates chiese ed ottenne le sue dimissioni (assieme a quelle del Chief of Staff T. Michael Moseley) il 5 giugno 2008, per lo scalpore dell'Incidente del 2007 delle armi nucleari USAF e dell'erronea spedizione di parti del Minuteman III a Taiwan nel 2006, seguita da un'inchiesta e da un rapporto critico dell'ammiraglio Kirkland H. Donald circa l'incidente del Minuteman.
Michael B. Donley, direttore dell'amministrazione e del management del Dipartimento della Difesa degli Stati Uniti, fu nominato al posto di Winne dal Presidente George W. Bush il 9 giugno 2008.

## Anni giovanili e famiglia d'origine
Winne è nato a Clearwater (Florida), ed è cresciuto a Melbourne (Florida).
È il fratello minore del primo tenente Patrick Edward Wynne, nominativo radio "Ozark", — MIA l'8 agosto 1966 in Vietnam, dichiarato morto nel 1974; la Repubblica Socialista del Vietnam ne ha restituito le spoglie al Joint POW/MIA Accounting Command il 18 marzo 1977.

## Carriera militare e negli affari
Wynne si diplomò con il corso del 1966 della United States Military Academy e prestò servizio nell'USAF per sette anni, terminando la carriera da capitano e assistente professore di astronautica all'United States Air Force Academy.
Nel 1999 Wynne si era dimesso da Vice Presidente Senior della General Dynamics, dove si era occupato principalmente di sviluppo internazionale e strategia. Era rientrato nella compagnia su invito del suo presidente per rafforzare le attività internazionali. Nell'intervallo, per tre anni lavorò con la Lockheed Martin, avendo venduto la Space Systems Division della General Dynamics all'allora Martin Marietta. Riuscì ad integrare la divisione nella compagnia astronautica e divenne direttore generale del segmento sistemi spaziali di lancio, combinando i vettori Titan con gli Atlas. Nel complesso Wynne passò 23 anni nella General Dynamics in varie posizioni di spicco nelle divisioni aerei (F-16) e carri da combattimento (M1 Abrams) e lavorò nella squadra di direzione societaria prima di divenire presidente dei sistemi spaziali, tra cui i vettori di lancio (Atlas e Centaur), e poi anche Vice Presidente dell'intero gruppo industriale.
Prima di far parte della amministrazione Bush, Wynne si occupò di venture capital. Favorì piccole compagnie tecnologiche nella loro fase di startup come membro del NextGenFund Executive Committee, ed assunse posizioni direttive in due di queste compagnie.

## Attività nel governo
Nel luglio 2001 Wynne fu confermato nell'incarico di principale vice sottosegretario alla difesa per acquisizioni, tecnologia e logistica, e nel maggio 2003 ebbe la nomina come sottosegretario pro tempore nei medesimi dicastero e materie.
In questo ruolo, Wynne era il principale assistente e consigliere del Segretario ed il Vicesegretario alla difesa per tutte le questioni relative al sistema acquisizioni del dipartimento della difesa, anche per ricerca e sviluppo, tecnologia avanzata, test e valutazione sperimentale, produzione, logistica, gestione di installazione, costruzioni militari, approvvigionamento, sicurezza ambientale, e problemi nucleari batteriologici e chimici.
Come Segretario all'aeronautica era responsabile degli affari del Dipartimento dell'aeronautica, il che comprendeva organizzazione, addestramento, equipaggiamento e cura del benessere dei quasi 370 000 uomini e donne in servizio attivo, 180 000 membri dell'Air National Guard e dell'Air Force Reserve, 160 000 civili, e relative famiglie.

### Energia rinnovabile
Wynne è un rilevante sostenitore dell'energia rinnovabile, e sostenne il consolidato primato dell'aeronautica nell'approvvigionamento di energia pulita. In un recente opuscolo dell'aeronautica sull'argomento, Wynne ha scritto:
La dipendenza dall'importazione di petrolio continua a minacciare la sicurezza economica, finanziaria e fisica della nazione, mentre l'uso di combustibili fossili di provenienza interna contribuisce ai problemi d'inquinamento di tutta la nazione. L'aeronautica crede che lo sviluppo dell'energia da fonti rinnovabili sia un elemento importante della nostra strategia complessiva.

L'USAF è al 16º posto tra i principali utilizzatori di elettricità da fonti rinnovabili.

### Armi non letali
Wynne sostenne l'opportunità di provare le armi non letali, come ad esempio i dispositivi a microonde ad alta potenza, contro cittadini americani prima d'impiegarli sui campi di battaglia, dicendo "se non desideriamo usarle qui contro i nostri cittadini, allora non dovremmo desiderare usarle in una situazione di guerra."

### Dimissioni dal Dipartimento dell'aeronautica
Il 5 giugno 2008 Robert Gates annunciò che accettava le dimissioni di Wynne da Segretario all'aeronautica a causa di un "calo nella concentrazione e nella prestazione dell'aeronautica circa la sua missione nucleare" e "mancanza di una cultura dell'autovalutazione critica". Gates citò specificamente due incidenti in cui l'aeronautica aveva perso le tracce di armi nucleari o loro parti: in un incidente, erano state erroneamente spedite spolette di armi nucleari a Taiwan che aveva ordinato batterie da elicottero; nell'altro caso, l'Incidente del 2007 delle armi nucleari USAF, un bombardiere B-52 aveva sorvolato il territorio nazionale trasportando missili da crociera armati con testate nucleari all'insaputa di tutti.
Wynne replicò che il rapporto sul fatto risentiva del diverso approccio culturale caratteristico dell'ammiraglio della US Navy che lo aveva redatto.

## Scritti
Wynne ha pubblicato numerosi articoli di riviste professionali in materia di ingegneria, stima di costi ed appalto.
Wynne ha chiesto al governo federale USA di finanziare lo sviluppo di entrambi i progetti dell'aerocisterna KC-X, un passo che secondo Dan Goure del Lexington Institute avrebbe arrecato ulteriore dilazione ad un piano già in grave ritardo.

## Istruzione
- 1966: diploma di Bachelor of Science in ingegneria, United States Military Academy, West Point (New York)
- 1970: diploma di Master of Science in elettrotecnica, Air Force Institute of Technology, Wright-Patterson Air Force Base, Ohio
- 1975: diploma di Master of Business Administration University of Colorado, Colorado Springs

## Cronologia della carriera
1. giugno 1966 - giugno 1973, ufficiale di aeronautica
2. luglio 1973 - maggio 1975, Principal, Research Analysis and Development (RAD), Inc.
3. luglio 1975 - maggio 1994, varie posizioni dirigenziali in General Dynamics
4. giugno 1994 - marzo 1997, Lockheed Martin, Denver
5. luglio 1997 - ottobre 1999, Senior Vice President, General Dynamics, Falls Church (Virginia)
6. dicembre 2000 - luglio 2001, presidente ed amministratore delegato, IXATA Group, McLean (Virginia)
7. luglio 2001 - ottobre 2005, Principal Deputy Under Secretary of Defense for Acquisition, Technology and Logistics, Washington, D.C. (maggio 2003 - aprile 2005, svolse anche le funzioni interinali di Under Secretary of Defense for Acquisition, Technology and Logistics)
8. aprile 2005 - giugno 2005, Under Secretary of Defense for Acquisition, Technology and Logistics, Washington, D.C.
9. novembre 2005 - giugno 2008, Secretary of the Air Force, Washington, D.C.